# Xã Ward, Quận Lonoke, Arkansas
Xã Ward (tiếng Anh: Ward Township) là một xã thuộc quận Lonoke, tiểu bang Arkansas, Hoa Kỳ. Năm 2010, dân số của xã này là 4.508 người.